# Rahmanabad
 (février 2023).
Rahmanabad est un village situé dans le district de Samen, de la ville de Malayer, dans la province de Hamedan, en Iran.

## Emplacement
La distance entre Rahmanabad et la ville de Malayer est de 39 km. Rahmanabad est situé près de la frontière de la province de Hamedan avec la province du Lorestan et est adjacent aux villages de Goldareh et Anuch.

## Démographie
Ce village est situé dans le district de Sefidkoh et selon le recensement du Centre iranien des statistiques en 2016, sa population était de 385 habitants (121 ménages).

## Langue
Les habitants de ce pays parlent le dialecte Northern Lori.

## Attractions touristiques

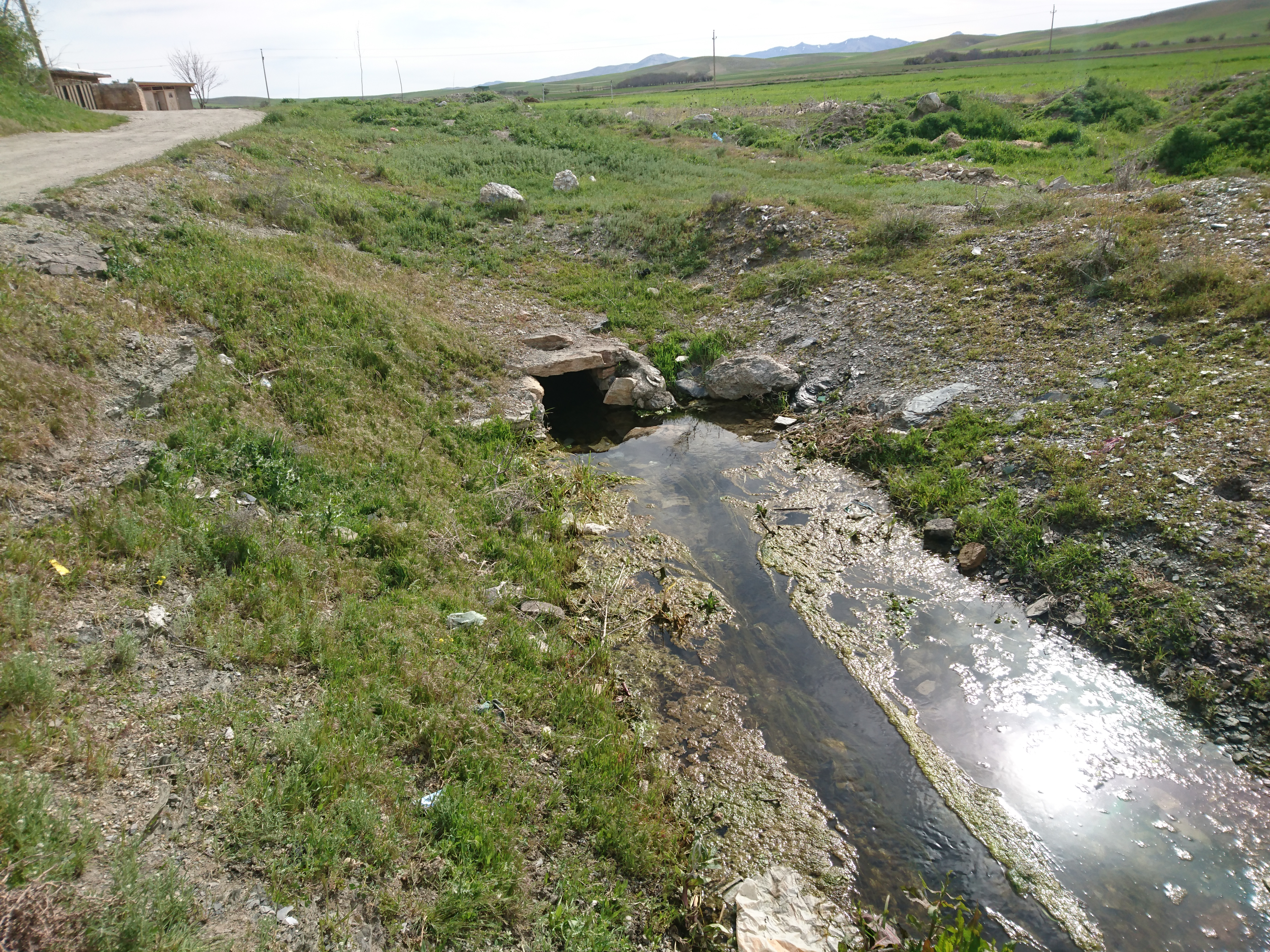
Ancien aqueduc de Rahmanabad.

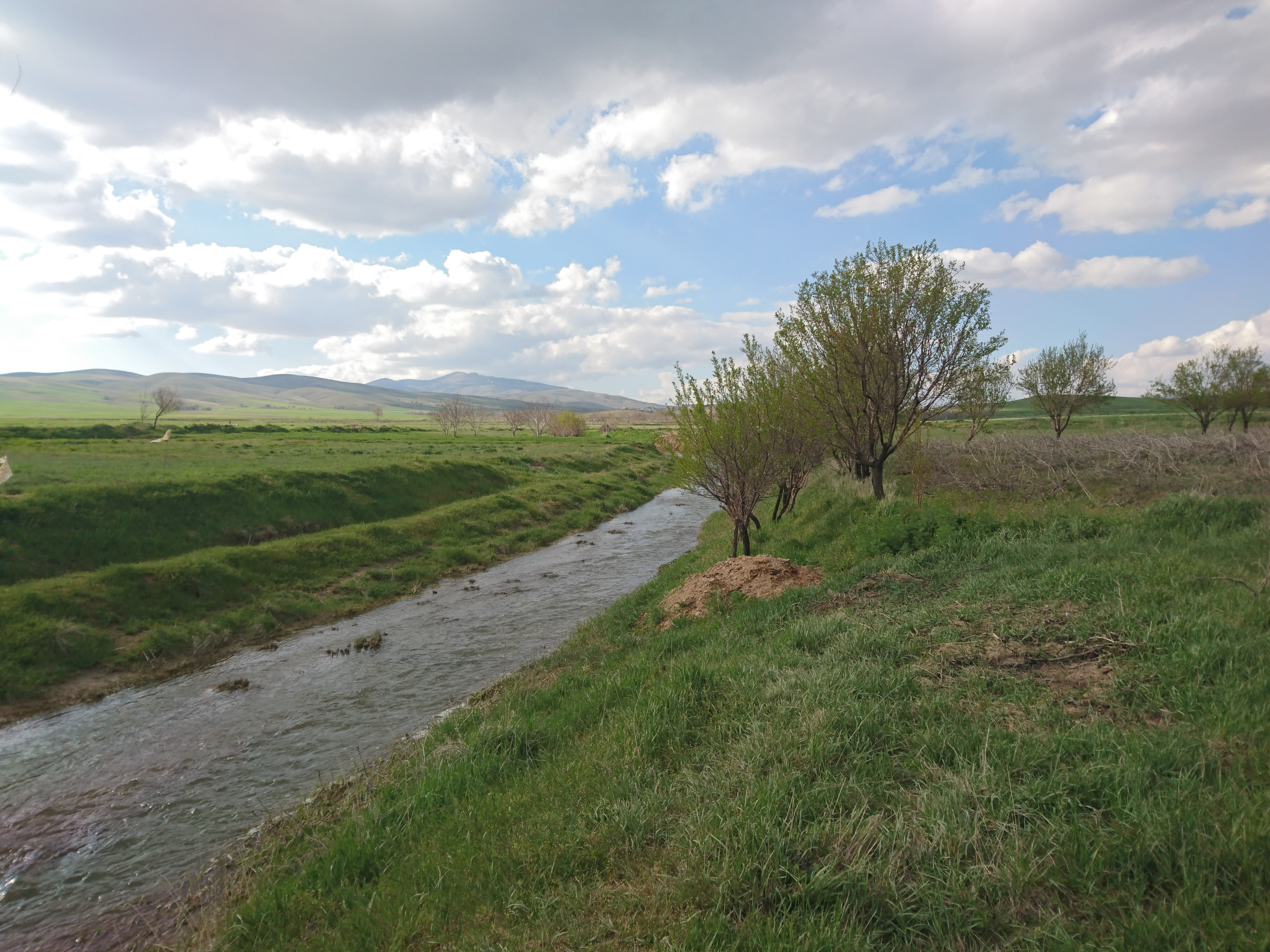
La nature de Rahmanabad.

Ses attractions incluent l'ancien aqueduc et le paysage naturel.

## Produits
- Produits agricoles : raisins, orge, blé, pois, lentilles.

## Souvenirs
- Jus de raisin, raisins secs.

## Possibilités

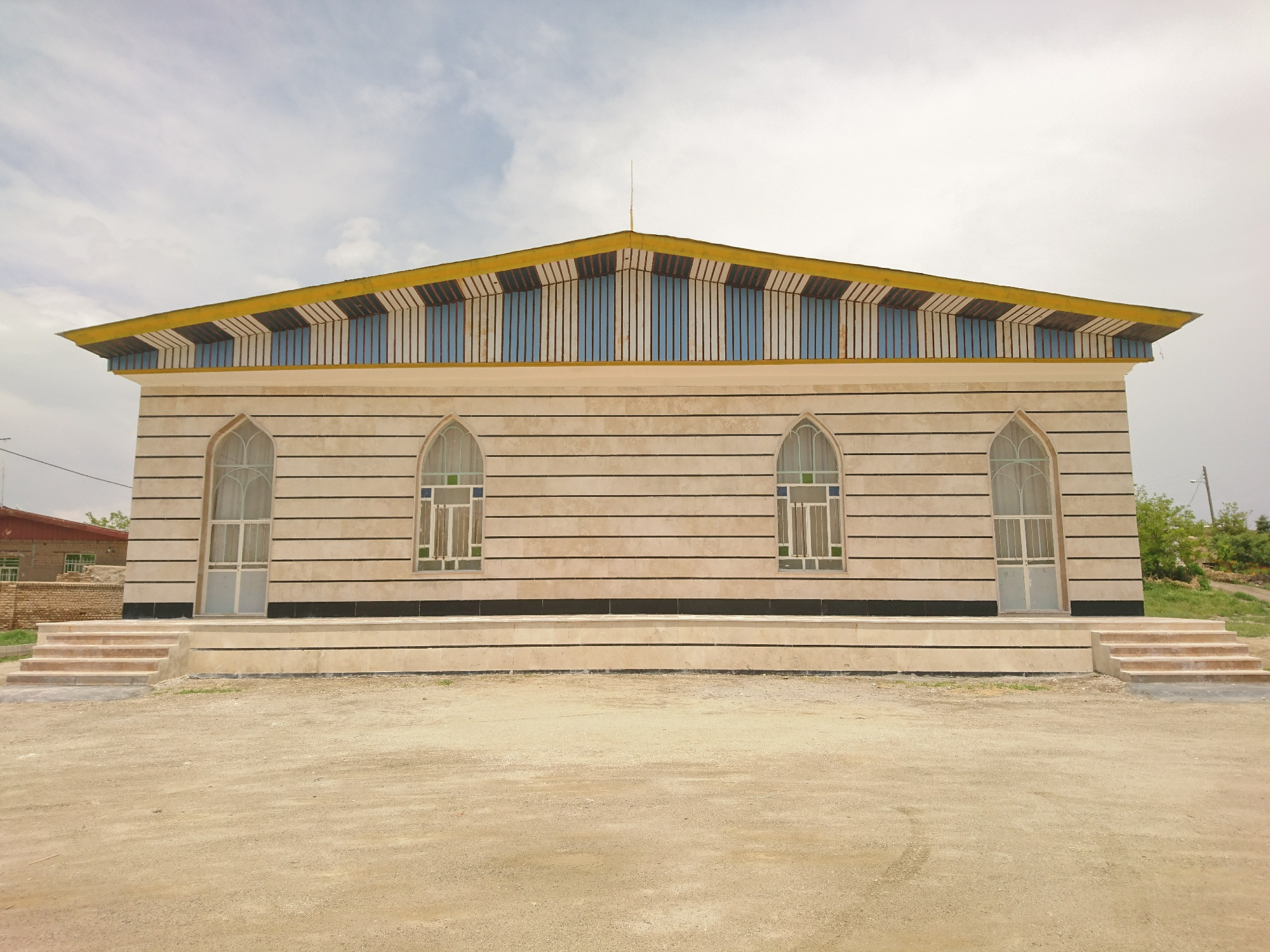
Mosquée Abul Fazl.

- Installations culturelles et religieuses : Il y a une école primaire, une mosquée Abolfazl et une mosquée complète.
- Commodités : gaz - plomberie sanitaire - électricité - téléphone - et la couverture réseau est comprise et sur le chemin de la fibre optique.